# Clemens Brentano
Clemens Maria Brentano (Ehrembreiststein [hoy Coblenza, Renania Palatinado], 9 de septiembre de 1778 - Aschaffenburg, Baviera, 28 de julio de 1842) fue un escritor alemán de romanticismo alemán, autor de poesía, obras de teatro y relatos y visiones de la beata Ana Catalina de Emmerick. Junto con Achim von Arnim fue uno de los principales exponentes del círculo romántico de Heidelberg. Fue hermano de la también poetisa Bettina Brentano.

## Vida y obra

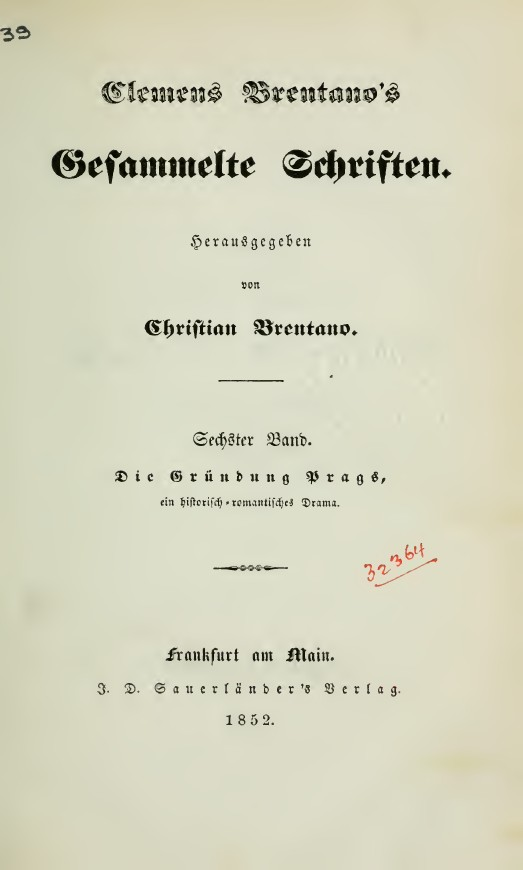
Die Gründung Prags (1852)

Autor de poemas, novelas, cuentos, comedias, dramas y ensayos, Clemens M. Brentano fue "un improvisador genial, el más inquieto, diverso y dotado para la fantasía de los poetas del segundo Romanticismo", fase en que los intereses filosóficos, más propios del primer periodo romántico, cedieron ante el impulso de "dar nueva vida al tesoro de la canción, la leyenda y el arte popular". Publicó sus obras más tempranas con el seudónimo Maria, y formó parte del círculo intelectual de Christoph Wieland, Johann Gottfried Herder, Goethe, los hermanos Schlegel, Johann Gottlieb Fichte y Johann Ludwig Tieck. Sus escritos se caracterizan por la abundancia de imágenes fantásticas, así como por la búsqueda de modos de expresión que sorprendan al lector. 
Brentano era nieto de la novelista Sophie von La Roche e hijo del matrimonio compuesto por el comerciante de Frankfurt Antonio Pedro Brentano, originario de Tremezzo (Como), y Maximiliana von La Roche, en sus años jóvenes amada por Goethe. Fue asimismo tío del sacerdote católico, psicólogo e influyente filósofo Franz Brentano.
Clemens tuvo una formación irregular a causa de su carácter fogoso e inestable. "Desde la juventud" -escribió sobre sí mismo- "yo soy arrebatado en todo. Cuando me sirvo un vaso de agua, lo lleno tanto que se desborda". Refractario a la profesión comercial de su padre, trató de estudiar Derecho en Halle, donde conoció a Carl Joachim von Arnim (1781-1831), que será su inseparable amigo y asimismo marido de su hermana Bettina, famosa por su Correspondencia de Goethe con una niña. Achim von Arnim, perteneciente a una familia de antigua nobleza, "humanamente superior a su amigo por su firme y resuelta virilidad, por su libertad de opinión y su voluntad, es, en cambio, inferior a él como escritor, pese a tener parecida riqueza de fantasía y sensibilidad y análogas inclinaciones."
En 1798, Brentano pasó a Jena, centro por entonces del primer grupo romántico alemán. Participó con entusiasmo en las polémicas antirracionalistas y asombró a sus propios compañeros con lo que él mismo calificaba como una "novela vuelta salvaje": Godwi (1799-1801), inspirada en el Wilhelm Meister de Goethe y en la que la inacabada historia del héroe da pretexto a deliciosas fantasías y a muchas composiciones líricas, gran número de las cuales figuran entre las joyas de la lírica alemana, como es el caso de la "Balada de Lorelei". En esta temprana obra, Brentano se describe a él y a sus amigos como decididos a "no dejarse oprimir ni violentar por la moral, la religión o la ley, sino gozar de la vida y saborearla a placer en todas sus circunstancias y situaciones", exhibiendo un "sentimiento desbordante [que] se yuxtapone a una ironía que se consuma en la propia parodia; pero las canciones intercaladas anuncian al gran lírico"  que Brentano fue. En 1801, por una apuesta que le propuso Goethe, escribió la comedia Ponce de León, que "en un lenguaje lleno de ingenio y vivacidad, complica a cuatro parejas de enamorados en un torbellino de intrigas, disfraces y enredos, hasta desembarcarlas a todas en el puerto del matrimonio."
El impulso creador de Brentano solía nacer de sus experiencias amorosas. Se casó en 1803 con Sophie Mereau, escritora divorciada de 30 años de edad, cuyo libro de poesías (1800-1802) contó con una introducción en verso de Schiller. Brentano la había conocido en Jena cuando él contaba 21 años, y de ella le nacieron y murieron tres hijos en tres años, el último fallecido junto con su madre. Muy afectado, recurrió a la amistad de Von Arnim, con quien publicó en Heidelberg la famosa refundición en 3 tomos de cantos de la Edad Media alemana Des Knaben Wunderhorn ("La cornucopia del muchacho") entre 1806 y 1808, que los dos amigos dedicaron a Goethe. En la mencionada ciudad trabó relación con los hermanos Grimm, cuya influencia le llevaría "a un tipo de cuento muy distinto del de Novalis".
Escribió artículos que idealizaban la Edad Media en la revista Zeitung für Einsiedler (Diario para eremitas), lanzada en 1808 por Von Arnim, en la que también participaron activamente J. Joseph Görres y Jakob Grimm. Dicha revista "representó al círculo romántico de Heidelberg como el 'Athenäum' representara al de Jena". Brentano compuso asimismo relatos sobre temas populares reelaborados por él, que reunió en sus obras Cuentos italianos y Cuentos renanos, que empezó a redactar hacia 1820, pero no se publicaron sino póstumamente. En 1810 había interrumpido en el romance número veinte, dejando el argumento solo en esbozo, los poemas asonantados que componen su Romancero del Rosario, obra en que vincula a esta devoción la redención de una familia de la Bolonia medieval, oprimida por una culpa milenaria (la acción narrada se prolonga 12 siglos). 
El segundo matrimonio de Brentano, con Augusta Bussmann, de 17 años, parienta de Cosima Wagner y sobrina del banquero Bethmann, de Frankfurt, fue disuelto tras un año de convivencia desdichadísima. Brentano buscó refugio en sus amigos: marchó a Landhut junto con su cuñado Savigny, y a Berlín junto con Von Arnim y Kleist, y participó en sus actividades de agitación política. En Bohemia compuso un complicado drama histórico en verso, que dejó incompleto: La fundación de Praga (1812). También estuvo en Viena participando como poeta en la última fase de la lucha contra Napoleón. Ya de nuevo en Berlín, compuso algunos de sus más famosos cuentos, como Historia del bravo Gaspar y la bella Anita (Die Geschichte vom braven Kasperl und vom schönen Annerl-1817-), su obra más conocida, "que le sitúa a la altura de Jung-Stilling y de Pestalozzi, los grandes maestros del cuento campesino. Las narraciones de Brentano, a diferencia de los cuentos populares, evocan con gracia el ambiente aristocrático". También elaboró relatos legendarios, como Crónica de un estudiante vagabundo, que, una vez más, quedó inacabada y hubo de ser dificultosamente rehecha para publicarse después. 
Al tiempo que desarrollaba estos escritos, el autor hizo examen del carácter improvisado, fragmentario y disperso tanto de su poesía como de su existencia. Brentano conoció en la capital alemana, en 1816, a la muy joven poetisa Luise Hensel, su último amor, aún protestante y más tarde católica, "a la que dedicó una serie de canciones que figuran entre las más hermosas que compuso", como su poema He atravesado el desierto. El poeta pidió su mano, siendo rechazado. La "nostalgia" del cristianismo aparecía que hacia 1819 devolvería a Brentano al catolicismo de sus primeros años, puede ya rastrearse en el poema de 1810 Mirada retrospectiva a los años de la niñez.   
"La desenfrenada aventura de esta juventud de poeta condujo rápidamente a la modorra que sigue a la borrachera y acabó en la desnuda celda de una monja estigmatizada. (...) Solo la huida a la Iglesia y la maldición de la hechicera Poesía lo podían salvar de su demonio. (...) Quien se ría de la conversión de Brentano no estima debidamente el peligro bajo el cual nacieron sus más brillantes versos. Ahora escribió a Hoffmann que tenía horror a toda poesía que se refleje a sí misma y no a Dios. (...) Se había salvado, pero ya no era poeta."
Ana Catalina Emmerick monja estigmatizada que estaba bajo una segunda investigación eclesiástica en 1819 sobre los sucesos místicos por los que atravesaba; ella llamó a e indujeron al famoso poeta Clemens Brentano y a su médico de cabecera Guillermo Wesener, a visitarla; para gran asombro de este, ella le dijo a Brentano que le había sido señalado por inspiración divina como el hombre que escribiría sus revelaciones y permitiría cumplir con la voluntad de Dios, es decir, escribir para el bien de innumerables almas las revelaciones recibidas por ella. Clemente Brentano era un escritor romántico que tras su contacto directo con Ana Catalina se convirtió al catolicismo. 
Por ello Brentano ingresó en el monasterio de Dülmen (Westfalia), donde vivió en régimen de clausura fungiendo como secretario de la beata Ana Catalina Emerick  (1774-1824), religiosa agustina, de la que afirmó que en doce años no se había alimentado más que de la Sagrada Forma (hostia consagrada), ni había bebido nada excepto agua. Brentano acudió durante cinco años junto a su lecho de enferma en Dülmen, para escribir al dictado sus visiones, las cuales  publicó después de morir la religiosa en 1824, tras un trabajo de organización que se prolongó nueve años, con el título La dolorosa pasión de Nuestro Señor Jesucristo en las meditaciones de la beata Catalina Emmerick. Brentano también preparó para su publicación la Vida de la Bienaventurada Virgen María de acuerdo a las visiones de Emmerick, pero él murió en 1842. El libro fue publicado póstumamente en 1852 en Múnich.
Melchor von Diepenbrock, que sería nombrado cardenal en 1850 por el papa Pío IX, y Apolonia von Diepenbrock, a los que Brentano dirigió cartas llenas de religiosidad, acudían a Dülmen, así como Luise Hensel y Christian Brentano. Este fue autor de una edición póstuma de los escritos de su hermano Clemens, edición en nueve volúmenes que comenzó a ver la luz en 1851 y fue completada, después de la muerte del propio Christian, por su esposa Emilia.
La última parte de la vida de Clemens Brentano transcurrió entre Ratisbona, Frankfurt y Múnich, como activo proselitista a favor de la Iglesia católica, al tiempo que colaboraba con su cuñado Von Arnim en la recopilación de canciones populares, importante colección del folklore alemán.